# Sara Ongaro
Sara Ongaro (27 gennaio 1999) è una nuotatrice italiana, vincitrice della medaglia d'argento alle Universiadi 2019 nella staffetta 4x200 stile libero.

## Palmarès
- Universiadi

Napoli 2019: argento nella 4x200m sl.
- Europei giovanili

Hódmezővásárhely 2016: argento nella 4x100m misti e bronzo nella 4x100m sl mista.